# UTC+0:20
UTC+0:20 — часовой пояс, использовавшийся в Нидерландах с 1909 по 1940 год. Известен как амстердамское или голландское время.
До 17 марта 1937 часовой пояс являлся UTC+0:19:32,13, после чего он был упрощён до UTC+0:20. Когда Германия захватила Голландию во время Второй мировой войны, стало использоваться Берлинское время (UTC+1:00).
Отклонение +0ч 19м 32,13с было выбрано, так как часовой пояс был обозначен, как местное среднее солнечное время на башне церкви Вестеркерк (4°53’01,95") в Амстердаме.